# 胡山
胡山，中华人民共和国政治人物、外交官。
2008年，接替邱绍芳，担任中华人民共和国驻悉尼总领事。2011年，由段洁龙接任，其接替胡定贤担任中华人民共和国驻巴哈马大使。2013年，由苑桂森接任。